# ОШ „Емилија Остојић” ИО Пилатовићи
ОШ „Емилија Остојић” ИО Пилатовићи, у насељеном месту на територији општине Пожега, издвојено је одељење ОШ „Емилија Остојић” из Пожеге.
Школска зграда у Пилатовићима подигнута је добровољним радом мештана 1946. године на имању Видосава Чолића. Пре изградње школе деца су наставу похађала по кућама сеоских домаћина Стојана Маслара и Милије Томића. Прва учитељица у овој школи била је Нада Страњаковић. До 2013. године у школи у Пилатовићима радило је 14 учитеља. 
Средином седамдесетих година прошлог века асфалтирано је игралиште и постављена ограда око школског дворишта. Године 1988. у школу је уведена вода и извршено је реновирање унутрашњих просторија за потребе ђачке кухиње, наставничке канцеларије и тоалетних просторија. Уз несебичну помоћ месне заједнице, мештана и бивших ученика школе 1996. године извршена је реконструкција кровног покривача, постављена нова фасада, олуци и тротоар око зграде. 
Школа је осамдесетих година била препознатљива по неговању народног стваралаштва и фолклора народа овог краја. Зачетник ове активности била је учитељица Вера Радовановић. Ове школске године у школи ради 1 учитељ а наставу похађа 9 ученика.